# Axel Bürgener
Bernd-Axel Bürgener (* 9. Juni 1944 in Korbach) ist ein Generalleutnant außer Dienst des Heeres der Bundeswehr und war zuletzt von 2002 bis 2005 Befehlshaber des Heeresführungskommandos.

## Leben

### Militärische Laufbahn
Nach dem Abitur trat Bürgener 1964 in die Bundeswehr ein und absolvierte die Ausbildung zum Offizier. Von 1971 bis 1975 war er Batteriechef einer Panzerhaubitzbatterie des damaligen Panzerartilleriebataillon 55 in Homberg. Danach absolvierte er von 1975 bis 1977 den 18. Generalstabslehrgang Heer an der Führungsakademie der Bundeswehr in Hamburg, wo er zum Offizier im Generalstabsdienst ausgebildet wurde. Anschließend wurde Bürgener in den Stab der 3. Panzerdivision (Buxtehude) versetzt und diente dort als Generalstabsoffizier für Operationsplanung (G3 Op). Danach bis 1979 war er Abteilungsleiter Logistik (G4) der Panzergrenadierbrigade 7 in Hamburg.
1979 wurde Bürgener ins Bundesministerium der Verteidigung versetzt und diente dort bis 1983 als persönlicher Referent der parlamentarischen Staatssekretäre Andreas von Bülow und Willfried Penner. In Lahnstein war er von 1983 bis 1984 Kommandeur des Panzerartilleriebataillon 155. Anschließend war er bis 1991 Referent und Referatsleiter für Operationsplanung, Strategie, Militärpolitik und Rüstungskontrolle im Führungsstab des Heeres. Von 1991 bis 1993 führte Oberst Bürgener die Panzerbrigade 15 in Koblenz bis zu ihrer Auflösung. Im Anschluss daran absolvierte er in Bonn die Bundesakademie für Sicherheitspolitik und wurde dann Referatsleiter für die Organisation der Streitkräfte.
Vom 1. Januar 1995 bis 1999 war Brigadegeneral Bürgener in Koblenz der Chef des Stabes des Heeresführungskommandos unter den Befehlshabern Klaus Reinhardt und Rüdiger Drews. Von 2000 bis zum 30. September 2001 war er als Generalmajor Kommandeur des Wehrbereichskommandos IV / 5. Panzerdivision in Mainz. Er führte WBK IV/5. PzDiv bis zur Auflösung. Danach war er bis 2005 der Befehlshaber des Heeresführungskommandos. 2005 wurde er in den Ruhestand versetzt.

### Nach der Pensionierung
Nach seiner Pensionierung übernahm Bürgener einen Lehrauftrag für Politikwissenschaft an der Universität Koblenz-Landau.